# A League of Their Own (sèrie de televisió)
A League of Their Own és una sèrie de televisió estatunidenca de drama còmic d’època creat per Will Graham i Abbi Jacobson, qui també actua a la sèrie. És una adaptació del film del 1992 amb el mateix nom, amb nous personatges i narratives sobre la formació d'una lliga femenina de beisbol professional durant la Segona Guerra Mundial. Chanté Adams, D’Arcy Carden, Roberta Colindrez, Gbemisola Ikumelo, Kelly McCormack, Molly Ephiraim, Melanie Field i Priscilla Delgado formen part del repartiment. Els capítols duren una hora i es poden trobar a Amazon Prime Video. La sèrie fou estrenada amb un total de vuit capítols el 12 d’agost del 2022.

## Argument
La sèrie se situa el 1943, centrant-se en la creació de les Rockford Peaches, un equip de l'All-American Girls Professional Baseball League; la nova lliga de beisbol femenina dels Estats Units.
Mentre el seu marit es troba en el front, Carson Shaw deixa enrere la seva vida al poble per a perseguir el seu somni de jugar beisbol professionalment. Mentre les Rockford Peaches s'enfronten als problemes que troben amb la directiva de la lliga i els prejudicis socials; Maxime Chapman, una noia afroamericana intenta entrar a l’equip tot i que no la deixin ni fer les proves. Mostrant la realitat dels Estats Units a mitjans del segle XX.

## Repartiment

### Principals
- Abbi Jacobson com Carson Shaw, la “catcher” de l’equip. Tindrà una relació secreta amb la seva companya d’equip, Greta.[2]
- Chanté Adams com Maxine “Max” Chapman, una talentosa llançadora que intenta destacar en el beisbol professional. Amagarà la seva homosexualitat gairebé de totes les seves amistats i familiars.[2]
- D’Arcy Carden com Greta Gill, la jugadora glamurosa de l’equip. Serà qui li doni forces a la Carson per tal que accepti la seva sexualitat i agafi el càrrec d’entrenadora.[2]
- Gbemislola Ikumelo com Clance Morgan. La millor amiga de la Max. És creadora de còmics.[2]
- Roberta Colindrez com Lupe Garcia, la millor llançadora de l’equip. És mexicana i se la coneix com a “Spanish Striker”. El més important per a ella és la seva carrera.[3]
- Kelly McCormack com Jess McCready, una canadenca molt competitiva. Serà multada constantment per la seva guarda, Beverly, per portar pantalons en públic.[2]
- Priscilla Delgado com Esti Gónzalez, una jove cubana que no parla anglès i es comunica mitjançant la Lupe.[4]
- Molly Ephraim com Maybelle Fox, una jugadora enèrgica.[4]
- Melanie Field com Jo Deluca, la millor amiga de la Greta.[4]
- Kate Berlant com Shirley Cohen, una jugadora molt ansiosa.[4]

### Secundaris
- Alex Désert com Edgar Chapman, el pare de la Maxime, el seu gran suport.[5]
- Saidah Arrika Ekulona com Toni Chapman, la mare de Maxime. Tú una perruqueria, on Maxime treballa. No deixarà que la seva filla persegueixi el seu somni.[6]
- Nat Faxom com Marshall.[5]
- Dale Dickey com Beverly, l’acompanyant i guarda de les Rockford Peaches.[7]
- Aaron Jennings com Guy, el marit de la Clance.
- Kendall Johnson com Gary. [5]
- Lea Robinson com Bert Hart, el tiet transsexual de la Maxime Chapman, el germà de la Toni.[8]
- Patrice Covington com Gracie.[8]

### Personatges convidats
- Kevin Dunn com Morris Baker.[5]
- Nancy Lenehan com Vivienne Hughes.[5]
- Marinda Anderson com Leah.[5]
- Nick Offerman com Dove Porter, el primer entrenador de les Rockford Peaches i jugador de beisbol professional.[9]
- Patrick J.Adams com Charlie, el marit de la Carson. Soldat en actiu dins la Segona Guerra Mundial.[10]
- Rosie O’Donnell com Vi, propietària i cambrera d’un bar clandestí per a lesbianes i gais.
- Andia Winslow com Esther, llançadora dels Red Wright’s All-Stars Negro League.[8]
- Marquise Vilsón com Red Wright.[5]

A més a més, Don Fanelli surt com a Alan Baker, Lil Frex com a Ana i Rae Gray com a Terri.

## Producció

### Desenvolupament
El 2017Abbi Jacobson i Will Graham proposaren a Sony Pictures amb la idea de recrear el film de Penny Marshak A Leagur of Their Own (1992). De petit, a Graham li agradava molt la pel·lícula i contactà amb Jacobson amb la idea de refer el film de manera contemporània; explorant els problemes racials i sexuals. Graham i Jacobson contactaren Marshall (abans de la seva mort el 2018) i Geena Davis per tal d’obtenir el seu consentiment per a dur a terme el projecte.
Graham i Jacobson van decidir expandir les temàtiques que inclourien a la sèrie, quedant en tractar el racisme a la lliga i les històries queer dels personatges. Contractaren un investigador per tal de recol·lectar informació detallada sobre la lliga americana de beisbol femení, fins i tot, van conèixer algunes de les jugadores de veritat.El personatge de la Max és una amalgama de tres jugadores que jugaren en la vida real a la Negro League: Toni Stone, Mamie Johnson i Cornie Morgan.
El març del 2020 s'anuncià que la sèrie estava en desenvolupament a les mans dels estudis d’Amazon. Sent la segona adaptació televisiva de A League of Their Own (la original) la primera sent un curt que es va fer el 1993 a la CBS.
Jamie Babbut dirigí el capítol pilot, el qual fou filmat al sud de Califòrnia. Babbit, Hailey Wierengo i Elizabeth Koe són les productores executives que acompanyaren els guionistes i productors Graham i Jacobson, que també actuen. Aquesta sèrie és el segon projecte de gran envergadura després de Broad City, la qual durà cinc temporades.

### Càsting
El 14 de febrer del 2020, D’Arcy Carden, Chanté Adams, Roberta Colindrez, Gbemisola Ikumelo, Kelly McCormack, Melanie Field i Priscilla Delgado foren anunciades com a part de l’equip. Nick Offerman va ser contractat el juny del 2021. Molly Ephraim i Kate Berlant van ser agafades per a personatges recurrents. El juliol del 2021, Rosie O’Donnell anuncià que seria la cambrera del bar queer de la sèrie. El 6 de juliol del 2021, Saidah Ekulona anuncià la seva participació. El setembre del 2021 Patrick J.Adams, Patrice Covington, Lea Robinson, Andia Winslow, Rae Gray i Lil Frex també van ser contractats per a papers esporàdics. El 8 de novembre del 2021 s'anunciaren les participacions de Nat Faxon, Kevin Dunn, Marquise Vilsón, Marinda Anderson, Don Fanelli i Nancy Lenehan.

### Rodatge
Un cop filmat el capítol pilot a Los Angeles, el rodatge va haver de ser posposat per la pandèmia de la COVID-19. La producció de la sèrie va prendre lloc a Pittsburgh, Pennsilvània des de mitjans de juliol fins a octubre del 2021. La filmació començà oficialment l'11 de juliol del 2021, al sud de Pittsburgh, on abans hi havia el mercat Schwartz. Altres localitzacions que es van usar foren Ambridge, el parc Fifth Street, Aliquippa a Morrell i l’estació de trens Amtrak de Greensburg.

### Estrena
El 13 de juny del 2022, al Festival de Cinema de Tribeca es produí el llançament mundial de la sèrie. Per a promoure el 30è aniversari del llançament de la pel·lícula original Cinepsa projectà la sèrie. La sèrie s'estrenà el 12 d’agost del 2022 a Prime Video.

### Rebuda
La plataforma de ressenyes de films i sèries Rotten Toamtoes li donà un rànquing del 94% basant-se en les 83 crítiques rebudes, amb una mitjana d’un 7,7/10. Metacritic li donà una mitjana d’un 70 sobre 100 basant en les 32 crítiques “majoritàriament favorables”.Jenna Scherer atorgà a la sèrie una A- (Excel·lent baix) per al diari en línia The A.V.Club. Recollint com la sèrie aconsegueix mostrar la realitat de les dones de l’època tot afegint-hi un toc d’humor i modernisme. Kayla Kumari Upadhyaya, de la revista Autorstraddle escriví una ressenya positiva sobre el contingut LGTBIQ+ de la sèrie: “Trenta anys després de la versió original, la història finalment és tan queer com hauria de ser…”
Daniel D’Addario, de la revista Variety, expressà que la sèrie li semblava massa extensa però amb una bona actuació per part de l’equip. Linda Holmes de la NPR també destacà l’actuació, sobretot la de D’Arcy Carden.Una ressenya no tan positiva fou la de Ben Travers a IndieWire, esmentant que la narrativa paral·lela és poc efectiva; i els problemes què les protagonistes troben són típics de sèries de televisió amateur.Peter Travers del ABC News digué que a la sèrie li falta les bones vibres del treball de Marshall; tanmateix, trobà que era un projecte fresc i divers.

## Premis i nominacions
- 2022 - Critics Choice Association. Segell del Comitè de Dones per a l’Empoderament Femení a l’Entreteniment (SOFEE) Segell per a Sèries Originals.[26]
- 2022 - Human Rights Campaign Premi Nacional de Visibilitat.
- 2022 - NCLR Premi a la Veu i Visibilitat (per a Abbi Jacobson).[27]